# موزارات
موزارات (بالفارسية: موزار)، وأيضاً روماني كمزهر) هي قرية في قسم جويم الريفي، ناحية جويم، مقاطعة لارستان، محافظة فارس، إيران. في تعداد 2006، كان عدد سكانها 42 نسمة في 9 عوائل.